# Кононенко Анастасія Григорівна
Анастасія Григорівна Кононе́нко (нар. 15 січня 1973, Дніпропетровськ) — українська художниця театру; член Національної спілки художників України з 2000 року. Дочка театрального діяча Григорія Кононенка.

## Біографія
Народалася 15 січня 1973 року в місті Дніпропетровську (нині Дніпро, Київ). З 1994 року працювала художником-постановником у театрах України, художником-оформлювачем навчального театру Київського університету театру, кіно і телебачення. 2000 року закінчила Національну академію образотворчого мистецтва і архітектури, де навчалася у Данила Лідера. У 2002 році працювала арт-директор компанії «141 Україна» холдингу «Відео Інтернешнл Київ». Мешкає у Києві, в будинку на вулиці Волоській, № 36.

## Твочість
Оформила вистави
Житомирський театр імені Івана Кочерги
- «Марія Тюдор» Віктора Гюго (1994);
- «Витівки Скапена» Мольєра (1996);

Запорізький академічний обласний український музично-драматичний театр імені Володимира Магара
- «Бой-жінка» за Григорієм Квіткою-Основ’яненком (1995);
- «Пошились у дурні» Марка Кропивницького (1995);

Навчальний театр Київського університету театру, кіно і телебачення
- «Маклена Ґраса» Миколи Куліша (1997);
- «Буратіно сміється» Г. Макарчука (1998);
- «Тригрошова опера» Бертольта Брехта (2000);
- «Кассандра» Лесі Українки (2002);

Київський академічний театр драми і комедії на лівому березі Дніпра
- «Чарівна кісточка» М. Осипова (1997);
- «Склянка води» Ежена Скріба (1998);

Театр «Срібний острів»
- «Усі миші люблять сир» Дюли Урбана (1998);
- «Жаклін, або Хто вбив Норму Джин?» Н. Бьорда (1998).